# Munții Pirinei

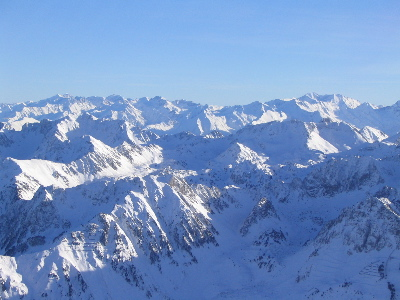
Pirineii Centrali, văzuți din vârful Pic du Midi de Bigorre.

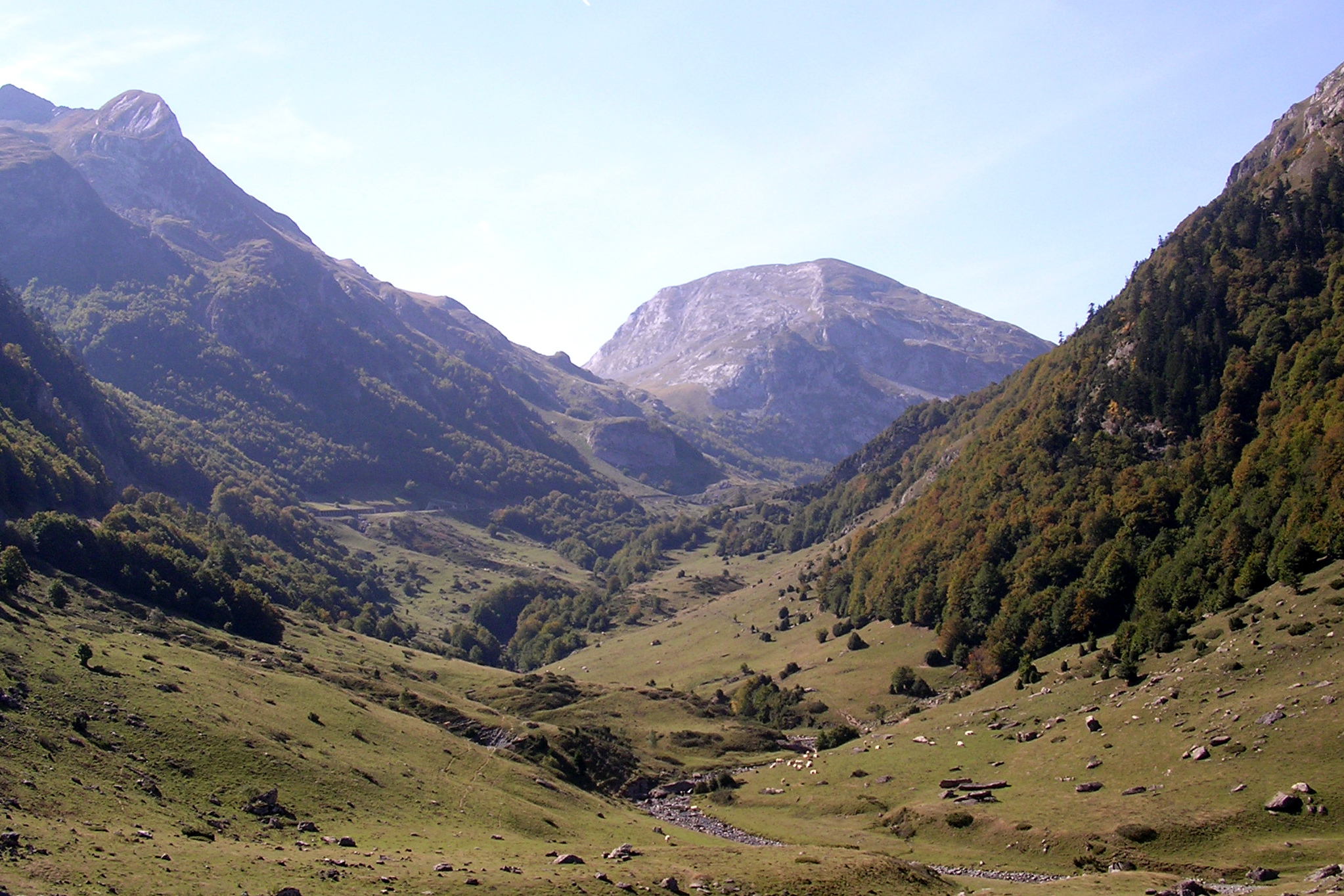
Valea d'Ossau (Franța, Pyrénées-Atlantiques).

Munții Pirinei (în aragoneză: Perinés; în bască: Pirinioak; în catalană: Pirineus; în franceză: Pyrénées; în spaniolă: Pirineos; în occitană: Pirenèus) sunt un lanț muntos în sud-vestul Europei, formând o graniță naturală între Franța și Spania. Ei separă Peninsula Iberică de Franța, întinzându-se peste circa 430 km între Golful Biscaya la Oceanul Atlantic și Cap de Creus la Marea Mediterană.
Cea mai mare parte a crestei principale formează frontiera franco-spaniolă, cu Andorra situată între cele două. Principala excepție este Val d'Aran, care aparține Spaniei, dar se află pe fața nordică a lanțului. Printre alte anomalii orografice se numără Cerdanya și exclava spaniolă Llívia.

## Geografie
Pirineii fac parte de asemenea din următoarele provincii spaniole, de la est la vest: Girona, Barcelona, Lleida, Huesca, Zaragoza, Navarra, și Gipuzkoa.

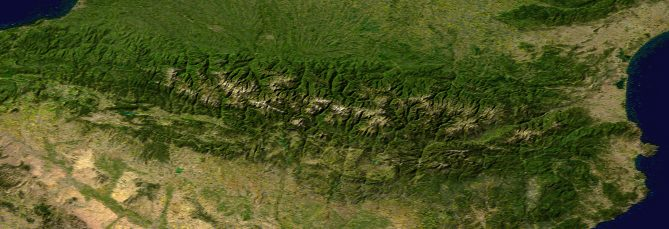
Imagine din satelit a Pirineilor (NASA)

Pirineii sunt de obicei împărțiți în trei secțiuni, Centrali, Occidentali sau Atlantici și Orientali.

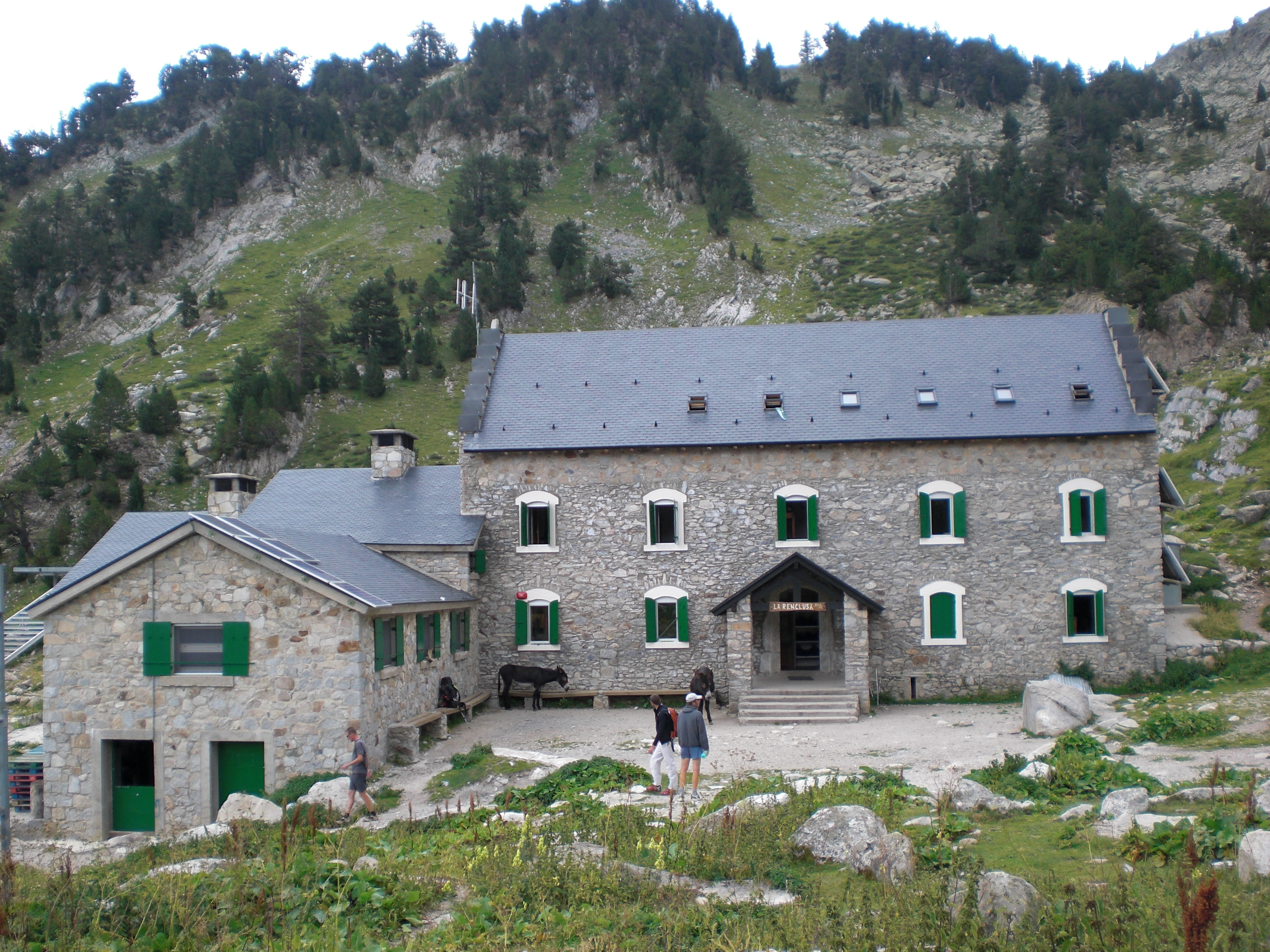
Refugiul La Renclusa, refugiul de acces la Vârful Aneto

Pirineii Centrali se întind către est de la Port de Canfranc către Val d'Aran, aici aflându-se cele mai înalte vârfuri ale lanțului:
- Vârful Aneto sau Pic de Néthou 3404 m pe culmea Maladeta
- Mont Posets 3 375 m
- Mont Perdu sau Monte Perdido sau Mont Perdut 3 355 m
- Vignemale cu „Pique-Longue” ( 3.298 m)

În Pirineii Atlantici, înălțimea medie scade treptat de la est la vest. În Pirineii Orientali, cu excepția unei rupturi la extremitatea estică a Pyrénées Ariégeoises, altitudinea medie rămâne constantă, până la o scădere bruscă în acea parte a lanțului cunoscută sub numele de Albères.

## Geologie
Pirineii sunt mai vechi decât Alpii: sedimentele lor au fost pentru prima oară depuse în bazine costale în erele paleozoic și mezozoic. Între 100 și 150 milioane de ani în urmă, în Cretacicul inferior, Golful Gasconiei (sau Golful Biscaya) a apărut, împingând Spania către Franța, și cutând sedimentele, care au format acest lanț muntos.
Partea estică a Pirineilor e formată în principal din roci granitice și gnais, în timp ce în vest piscurile granitice sunt însoțite de straturi de calcar. Caracterul masiv al munților vine de la abundența rocilor granitice, rezistente la eroziune.

## Peisaje

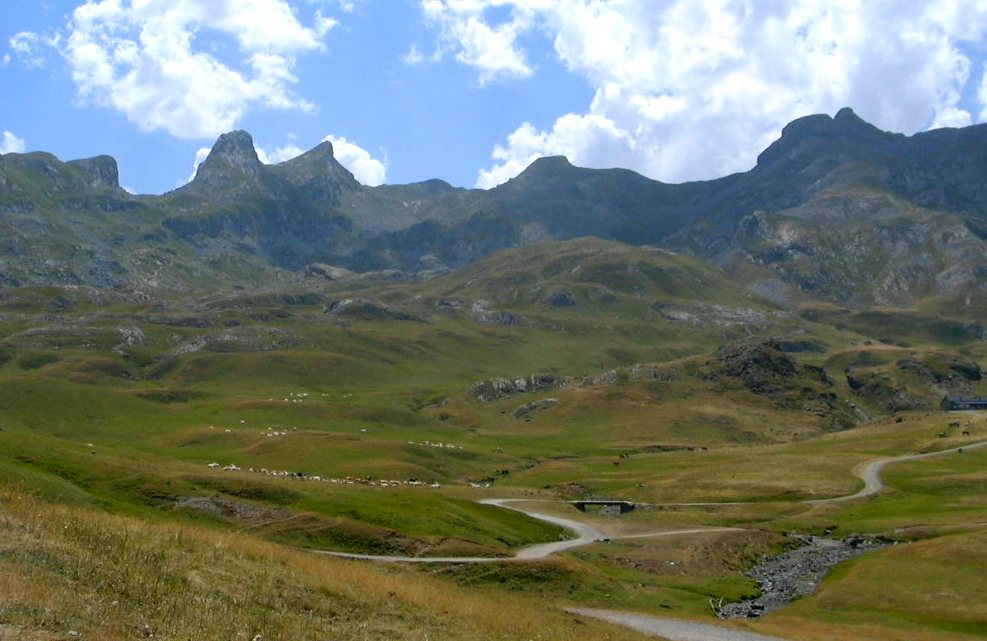
Vârfurile Pirineilor vara.

Caracteristicile definitorii ale peisajelor Pirineilor sunt:
- absența lacurilor mari, precum acelea din vârfurile laterale ale Alpilor
- pasuri montane la altitudini ridicate, și relativ rare
- numeroase torente montane numite gaves, care formează adesea cascade, depășite în Europa doar de cele scandinave
- frecvența cu care capătul superior al unei văi ia forma unui semicerc de culmi abrupte, numit local un cirque.

Cea mai înaltă cascadă se află la Gavarnie (462 m), pe râul Gave de Pau; Cirque de Gavarnie, din aceeași vale, este poate cel mai cunoscut exemplu de cirque.
O caracteristică notabilă este La Brèche de Roland, un gol în linia culmii, creată prin tradiție de Roland.

## Resurse naturale
Minereurile metalice din Pirinei nu sunt foare importante, deși au existat mine destul de mari de fier la Vie de Sos în Ariège și la poalele Canigoului în Pyrénées-Orientales. Depozitele de cărbune profitabile sunt situate în principal pe pantele spaniole, în timp ce partea franceză are numeroase depozite de lignit.
Izvoarele minerale se găsesc în număr mare, și sunt remarcabile, în special izvoarele termale, care lipsesc Alpilor. Aceste izvoare termale, printre care cele mai importante sunt la Bagnères-de-Luchon și Eaux-Chaudes sunt sulfuroase, situate în principal la altitudini ridicate, unde granitul intră în contact cu rocile stratificate. Izvoarele aflate mai jos, precum cele de la Bagnères-de-Bigorre (Hautes-Pyrénées), Rennes-les-Bains (Aude) și Campagne (Aude), sunt în principal selenitice, și nu foarte calde.

## Clima
Cantitatea de precipitații, incluzând ploaia și zăpada, e mult mai mare în Pirineii Occidentali decât în cei Orientali, lucru care duce la un contrast marcant între cele două secțiuni, din mai multe puncte de vedere. În primul rând, Pirineilor Orientali le lipsesc ghețarii, cantitatea de zăpadă căzută fiind insuficientă pentru apariția lor. Ghețarii se găsesc pe pantele nordice ale Pirineilor Centrali, și nu coboară, ca cei din Alpi, departe în văi, însă au cea mai mare lungime în direcția lanțului montan. Ei formează, de fapt, o zonă îngustă în apropiere de creasta celor mai înalți munți. Aici, asemenea celorlalte mari lanțuri montane din Europa Centrală, există dovezi ale unei întinderi mult mai mari a ghețarilor în era glaciară.